# Euro Beach Soccer League 2015
L'Euro Beach Soccer League 2015 è la 18ª edizione di questo torneo.

## Calendario
| Data         | Città  | Paese    | Stage                           |
| ------------ | ------ | -------- | ------------------------------- |
| 12–14 giugno | Mosca  | Russia   | Stage 1                         |
| 7–9 agosto   | Siófok | Ungheria | Stage 2                         |
| 20–23 agosto | Pärnu  | Estonia  | Superfinale e Finale Promozione |

Tutti gli orari sono col fuso orario CEST (UTC+02:00).

## Squadre partecipanti

### Divisione A
- Bielorussia
- Francia
- Germania
- Grecia
- Ungheria
- Italia

- Polonia
- Portogallo
- Russia
- Spagna
- Svizzera
- Ucraina

### Divisione B
- Andorra
- Azerbaigian
- Rep. Ceca
- Inghilterra

- Moldavia
- Norvegia
- Romania
- Turchia

## Stage 1

### Divisione A

#### Gruppo 1
| Team        | G | V | V+ | VR | P | GF | GS | +/- | P |
| ----------- | - | - | -- | -- | - | -- | -- | --- | - |
| Russia      | 3 | 1 | 0  | 1  | 1 | 10 | 7  | +3  | 4 |
| Francia     | 3 | 1 | 0  | 0  | 2 | 5  | 7  | –2  | 3 |
| Bielorussia | 3 | 1 | 0  | 0  | 2 | 9  | 9  | 0   | 3 |
| Polonia     | 3 | 0 | 1  | 1  | 1 | 9  | 10 | –1  | 3 |

| Squadra 1   | Risultato            | Squadra 2   |
| ----------- | -------------------- | ----------- |
| Bielorussia | 2-1 Report           | Francia     |
| Polonia     | 3-3 (6-5 dcr) Report | Russia      |
| Polonia     | 5-4 dts Report       | Bielorussia |
| Russia      | 4-1 Report           | Francia     |
| Francia     | 3-1 Report           | Polonia     |
| Russia      | 3-3 (3-2 dcr) Report | Bielorussia |

#### Gruppo 2
| Team       | G | V | V+ | VR | P | GF | GS | +/- | P |
| ---------- | - | - | -- | -- | - | -- | -- | --- | - |
| Italia     | 3 | 3 | 0  | 0  | 0 | 12 | 7  | +5  | 9 |
| Portogallo | 3 | 2 | 0  | 0  | 1 | 13 | 8  | +5  | 6 |
| Germania   | 3 | 1 | 0  | 0  | 2 | 10 | 16 | –6  | 3 |
| Grecia     | 3 | 0 | 0  | 0  | 3 | 7  | 11 | –4  | 0 |

| Squadra 1  | Risultato  | Squadra 2  |
| ---------- | ---------- | ---------- |
| Italia     | 4-2 Report | Germania   |
| Portogallo | 2-1 Report | Grecia     |
| Italia     | 2-0 Report | Grecia     |
| Portogallo | 6-1 Report | Germania   |
| Germania   | 7-6 Report | Grecia     |
| Italia     | 5-6 Report | Portogallo |

## Stage 2

### Divisione A
| Team     | G | V | V+ | VR | P | GF | GS | +/- | P |
| -------- | - | - | -- | -- | - | -- | -- | --- | - |
| Svizzera | 3 | 2 | 1  | 0  | 0 | 23 | 12 | +11 | 8 |
| Ucraina  | 3 | 1 | 1  | 0  | 1 | 17 | 15 | +2  | 5 |
| Spagna   | 3 | 1 | 0  | 0  | 2 | 15 | 20 | –5  | 3 |
| Ungheria | 3 | 0 | 0  | 0  | 3 | 13 | 21 | –8  | 0 |

| Squadra 1 | Risultato      | Squadra 2 |
| --------- | -------------- | --------- |
| Svizzera  | 6-5 dts Report | Spagna    |
| Ucraina   | 5-4 dts Report | Ungheria  |
| Ucraina   | 9-4 Report     | Spagna    |
| Svizzera  | 10-4 Report    | Ungheria  |
| Svizzera  | 7-3 Report     | Ucraina   |
| Spagna    | 6-5 Report     | Ungheria  |

### Divisione B

#### Gruppo 1
| Team        | G | V | V+ | VR | P | GF | GS | +/- | P |
| ----------- | - | - | -- | -- | - | -- | -- | --- | - |
| Azerbaigian | 3 | 2 | 1  | 0  | 0 | 16 | 7  | +9  | 8 |
| Romania     | 3 | 1 | 0  | 1  | 1 | 10 | 11 | –1  | 4 |
| Inghilterra | 3 | 1 | 0  | 0  | 2 | 12 | 14 | –2  | 3 |
| Moldavia    | 3 | 0 | 0  | 0  | 3 | 6  | 12 | –6  | 0 |

| Squadra 1   | Risultato            | Squadra 2   |
| ----------- | -------------------- | ----------- |
| Inghilterra | 5-3 Report           | Moldavia    |
| Azerbaigian | 6-2 Report           | Romania     |
| Romania     | 5-2 Report           | Inghilterra |
| Azerbaigian | 4-0 Report           | Moldavia    |
| Romania     | 3-3 (3-2 dcr) Report | Moldavia    |
| Azerbaigian | 6-5 dts Report       | Inghilterra |

#### Gruppo 2
| Team      | G | V | V+ | VR | P | GF | GS | +/- | P |
| --------- | - | - | -- | -- | - | -- | -- | --- | - |
| Turchia   | 3 | 3 | 0  | 0  | 0 | 18 | 5  | +13 | 9 |
| Norvegia  | 3 | 2 | 0  | 0  | 1 | 16 | 13 | +3  | 6 |
| Rep. Ceca | 3 | 1 | 0  | 0  | 2 | 13 | 18 | –5  | 3 |
| Andorra   | 3 | 0 | 0  | 0  | 3 | 3  | 14 | –11 | 0 |

| Squadra 1 | Risultato  | Squadra 2 |
| --------- | ---------- | --------- |
| Norvegia  | 9-6 Report | Rep. Ceca |
| Turchia   | 5-6 Report | Andorra   |
| Rep. Ceca | 5-3 Report | Andorra   |
| Turchia   | 7-3 Report | Norvegia  |
| Norvegia  | 4-0 Report | Andorra   |
| Turchia   | 6-2 Report | Rep. Ceca |

## Classifica generale
Le 8 squadre meglio piazzate della divisione A accedono alla finale.
Le prime 6 della divisione B, l’ultima della divisione A e l’Estonia come paese ospitante, partecipano alla poule promozione.
Criteri per la classifica: 1. Punti 2. Miglior piazzamento nel girone dello stage 3. Differenzia reti 4. Goals segnati.

### Divisione A
| Pos | Team        | G | V | V+ | VR | P | GF | GS | +/- | P |
| --- | ----------- | - | - | -- | -- | - | -- | -- | --- | - |
| 1   | Italia      | 3 | 3 | 0  | 0  | 0 | 12 | 7  | +5  | 9 |
| 2   | Svizzera    | 3 | 2 | 1  | 0  | 0 | 23 | 12 | +11 | 8 |
| 3   | Portogallo  | 3 | 2 | 0  | 0  | 1 | 13 | 8  | +5  | 6 |
| 4   | Ucraina     | 3 | 1 | 1  | 0  | 1 | 17 | 15 | +2  | 5 |
| 5   | Russia      | 3 | 1 | 0  | 1  | 1 | 10 | 7  | +3  | 4 |
| 6   | Francia     | 3 | 1 | 0  | 0  | 2 | 5  | 7  | –2  | 3 |
| 7   | Bielorussia | 3 | 1 | 0  | 0  | 2 | 9  | 9  | 0   | 3 |
| 8   | Spagna      | 3 | 1 | 0  | 0  | 2 | 15 | 20 | –5  | 3 |
| 9   | Germania    | 3 | 1 | 0  | 0  | 2 | 10 | 16 | –6  | 3 |
| 10  | Polonia     | 3 | 0 | 1  | 1  | 1 | 9  | 10 | –1  | 3 |
| 11  | Grecia      | 3 | 0 | 0  | 0  | 3 | 7  | 11 | –4  | 0 |
| 12  | Ungheria    | 3 | 0 | 0  | 0  | 3 | 13 | 21 | –8  | 0 |

### Divisione  B
| Pos | Team        | G | V | V+ | VR | P | GF | GS | +/- | P |
| --- | ----------- | - | - | -- | -- | - | -- | -- | --- | - |
| 1   | Turchia     | 3 | 3 | 0  | 0  | 0 | 18 | 5  | +13 | 9 |
| 2   | Azerbaigian | 3 | 2 | 1  | 0  | 0 | 16 | 7  | +9  | 8 |
| 3   | Norvegia    | 3 | 2 | 0  | 0  | 1 | 16 | 13 | +3  | 6 |
| 4   | Romania     | 3 | 1 | 0  | 1  | 1 | 10 | 11 | –1  | 4 |
| 5   | Inghilterra | 3 | 1 | 0  | 0  | 2 | 12 | 14 | –2  | 3 |
| 6   | Rep. Ceca   | 3 | 1 | 0  | 0  | 2 | 13 | 18 | –5  | 3 |
| 7   | Moldavia    | 3 | 0 | 0  | 0  | 3 | 6  | 12 | –6  | 0 |
| 8   | Andorra     | 3 | 0 | 0  | 0  | 3 | 3  | 14 | –11 | 0 |

Nella divisione A, 5 squadre sono appaiate a 3 punti. La Francia è la meglio classificata nel proprio girone, la Polonia è invece finita 4ª. Le altre squadre sono invece finite terze nel proprio girone ed è quindi stata presa in considerazione la differenza reti.

## Finali promozione

### Squadre
- Azerbaigian
- Rep. Ceca
- Inghilterra
- Estonia (automaticamente qualificato come paese ospitante)
- Ungheria (Ultimo nella Divisione A)
- Norvegia
- Romania
- Turchia

### Gruppo 1
| Team        | G | V | V+ | VR | P | GF | GS | +/- | P |
| ----------- | - | - | -- | -- | - | -- | -- | --- | - |
| Estonia     | 3 | 2 | 0  | 1  | 0 | 17 | 14 | +3  | 7 |
| Inghilterra | 3 | 1 | 1  | 0  | 1 | 10 | 9  | +1  | 5 |
| Ungheria    | 3 | 1 | 0  | 0  | 2 | 12 | 14 | –2  | 3 |
| Norvegia    | 3 | 0 | 0  | 0  | 3 | 12 | 14 | –2  | 0 |

| Squadra 1   | Risultato            | Squadra 2   |
| ----------- | -------------------- | ----------- |
| Inghilterra | 3-1 Report           | Ungheria    |
| Estonia     | 5-5 (3-1 dcr) Report | Norvegia    |
| Ungheria    | 5-4 Report           | Norvegia    |
| Estonia     | 5-3 Report           | Inghilterra |
| Inghilterra | 4-3 dts Report       | Norvegia    |
| Estonia     | 7-6 Report           | Ungheria    |

### Gruppo 2
| Team        | G | V | V+ | VR | P | GF | GS | +/- | P |
| ----------- | - | - | -- | -- | - | -- | -- | --- | - |
| Romania     | 3 | 1 | 1  | 0  | 1 | 13 | 11 | +2  | 5 |
| Rep. Ceca   | 3 | 1 | 1  | 0  | 1 | 10 | 8  | +2  | 5 |
| Azerbaigian | 3 | 0 | 0  | 1  | 2 | 13 | 15 | –2  | 1 |
| Turchia     | 3 | 0 | 0  | 1  | 2 | 7  | 9  | –2  | 1 |

| Squadra 1   | Risultato            | Squadra 2   |
| ----------- | -------------------- | ----------- |
| Rep. Ceca   | 2-0 Report           | Turchia     |
| Romania     | 6-5 dts Report       | Azerbaigian |
| Rep. Ceca   | 5-4 dts Report       | Azerbaigian |
| Turchia     | 3-3 (4-3 dcr Report  | Romania     |
| Azerbaigian | 4-4 (3-2 dcr) Report | Turchia     |
| Romania     | 4-3 Report           | Rep. Ceca   |

### Finale 7º posto
| Squadra 1 | Risultato  | Squadra 2 |
| --------- | ---------- | --------- |
| Turchia   | 9-4 Report | Norvegia  |

### Finale 5º posto
| Squadra 1 | Risultato  | Squadra 2   |
| --------- | ---------- | ----------- |
| Ungheria  | 4-2 Report | Azerbaigian |

### Finale 3º posto
| Squadra 1 | Risultato            | Squadra 2   |
| --------- | -------------------- | ----------- |
| Rep. Ceca | 2-2 (3-2 dcr) Report | Inghilterra |

### Finale promozione
| Squadra 1 | Risultato            | Squadra 2 |
| --------- | -------------------- | --------- |
| Romania   | 6-6 (3-2 dcr) Report | Estonia   |

### Classifica finale Divisione B
| Rank | Team        |                           |
| ---- | ----------- | ------------------------- |
| 1    | Romania     | Promossa in Divisione A   |
| 2    | Estonia     | Rimane in Divisione B     |
| 3    | Rep. Ceca   | Rimane in Divisione B     |
| 4    | Inghilterra | Rimane in Divisione B     |
| 5    | Ungheria    | Retrocessa in Divisione B |
| 6    | Azerbaigian | Rimane in divisione B     |
| 7    | Turchia     | Rimane in divisione B     |
| 8    | Norvegia    | Rimane in divisione B     |

## Finale

### Squadre
- Bielorussia
- Spagna
- Francia
- Italia
- Portogallo
- Russia
- Svizzera
- Ucraina

### Gruppo 1
| Team        | G | V | V+ | VR | P | GF | GS | +/- | P |
| ----------- | - | - | -- | -- | - | -- | -- | --- | - |
| Ucraina     | 3 | 2 | 0  | 0  | 1 | 17 | 16 | +1  | 6 |
| Spagna      | 3 | 1 | 1  | 0  | 1 | 11 | 14 | –3  | 5 |
| Italia      | 3 | 1 | 0  | 1  | 1 | 16 | 12 | +4  | 4 |
| Bielorussia | 3 | 0 | 0  | 0  | 3 | 11 | 13 | –2  | 0 |

| Squadra 1 | Risultato            | Squadra 2   |
| --------- | -------------------- | ----------- |
| Ucraina   | 6-5 Report           | Bielorussia |
| Italia    | 7-2 Report           | Spagna      |
| Italia    | 3-3 (3-1 dcr) Report | Bielorussia |
| Spagna    | 5-4 Report           | Ucraina     |
| Ucraina   | 7-6 Report           | Italia      |
| Spagna    | 4-3 dts Report       | Bielorussia |

### Gruppo 2
| Team       | G | V | V+ | VR | P | GF | GS | +/- | P |
| ---------- | - | - | -- | -- | - | -- | -- | --- | - |
| Portogallo | 3 | 2 | 0  | 1  | 0 | 17 | 10 | +7  | 7 |
| Russia     | 3 | 2 | 0  | 0  | 1 | 14 | 8  | +6  | 6 |
| Svizzera   | 3 | 1 | 0  | 0  | 2 | 15 | 18 | –3  | 3 |
| Francia    | 3 | 0 | 0  | 0  | 3 | 4  | 14 | –10 | 0 |

| Squadra 1  | Risultato            | Squadra 2 |
| ---------- | -------------------- | --------- |
| Svizzera   | 5-2 Report           | Francia   |
| Portogallo | 3-3 (3-2 dcr) Report | Russia    |
| Russia     | 8-5 Report           | Svizzera  |
| Portogallo | 6-2 Report           | Francia   |
| Portogallo | 8-5 Report           | Svizzera  |
| Russia     | 3-0 Report           | Francia   |

### Playoff

#### Finale 7º posto
| Squadra 1 | Risultato  | Squadra 2   |
| --------- | ---------- | ----------- |
| Francia   | 3-2 Report | Bielorussia |

#### Finale 5º posto
| Squadra 1 | Risultato    | Squadra 2 |
| --------- | ------------ | --------- |
| Italia    | 15-10 Report | Svizzera  |

#### Finale 3º posto
| Squadra 1 | Risultato  | Squadra 2 |
| --------- | ---------- | --------- |
| Russia    | 6-3 Report | Spagna    |

#### Finale 1º posto
| Squadra 1  | Risultato  | Squadra 2 |
| ---------- | ---------- | --------- |
| Portogallo | 5-4 Report | Ucraina   |

## Classifica finale
| Rank | Team        |
| ---- | ----------- |
| 1    | Portogallo  |
| 2    | Ucraina     |
| 3    | Russia      |
| 4    | Spagna      |
| 5    | Italia      |
| 6    | Svizzera    |
| 7    | Francia     |
| 8    | Bielorussia |